# Sambra
La sambra (de l'Algaravia zámra, i aquest de l'àrab clàssic zamr, 'tocata'), també coneguda com a sambra mora, és una dansa flamenca dels gitanos de Granada. És de ritme ràpid i sol anar acompanyada per un instrument de vent, com la dolçaina.
Es creu que és resultat de l'evolució d'anteriors danses morisques. La sambra mora té algunes similituds amb la dansa del ventre. La sambra es va fer típica de les cerimònies nupcials gitanes, però, els gitanos la ballen pels turistes a les grutes i els turons del Sacromonte (Granada). Es va prohibir a Espanya durant una època per ser considerada una dansa pecadora, quan en realitat només era sensual. En els temps moderns, ha sigut adoptada per les balladores Carmen Amaya, La Chunga i Pilar López Júlvez. Es balla amb els peus descalços, amb castanyoles als dits, la brusa nuada sota el bust i la faldilla llarga assegurada a l'altura del maluc amb amplis plecs per fer-la surar en l'aire.